# Masrour Barzani
Masrour Barzani (Erbil, Iraque, 1969) é um político curdo iraquiano, atual Primeiro Ministro da Região Autônoma do Curdistão, no país.
O clã Barzani, e o seu Partido Democrático do Curdistão (PDK), é a primeira força política no Curdistão iraquiano.

## Biografia
Nascido em 1969, Barzani juntou-se aos Peshmerga aos 16 anos. No começo da década de 1990, retornou do Irão, onde obteve a sua licenciatura, para participar na grande revolta de 1991.
Fluente em inglês e francês, Masrour obteve ainda um mestrado em Estudos Internacionais nos Estados Unidos, antes de retornar novamente a Erbil em 1998.
Posteriormente, lutou contra as tropas de Saddam Hussein, ditador iraquiano derrubado em 2003, também durante a invasão dos norte-americanos.
Pai de quatro filhos, de 2012 a 2017, Masrour foi assessor do Conselho de Segurança do Curdistão.